# Mayra Andrade
Mayra Andrade (Havana, 13 de fevereiro de 1985) é uma cantora e compositora cabo-verdiana. Viveu, durante a infância, entre Cabo Verde, Senegal, Angola e Alemanha, quando teve forte influência da música popular brasileira (MPB). Interessou-se pela carreira no mundo da música ainda na adolescência, quando ficou conhecida como compositora e intérprete. Aos 17 anos imigrou para a França, onde seguiu na carreira musical, mudando-se novamente para Portugal, onde reside atualmente.
Na música, transita pelo pop, produzindo músicas que transmitem a influência da cultura dos países em que viveu, predominando a sonoridade afro. Mayra é reconhecida como uma das artistas mais promissoras da sua respectiva geração.

## Biografia
Nascida em Cuba, cresceu entre o Senegal, Angola, Alemanha e ainda Cabo Verde. Em 2003 fixou-se em Paris onde, em Janeiro de 2004, se apresentou num dos mais consagrados bares de lançamento de artistas da world music, o Satellite Café. Durante seu processo de crescimento e desenvolvimento, Andrade teve influência de canções brasileiras, as primeiras que ouviu, ainda na infância.

### Carreira e reconhecimento
Em 2001, aos 16 anos, ganhou a medalha de ouro com uma canção em crioulo cabo-verdiano nos Jogos da Francofonia de 2001, realizados em Ottawa no Canadá. No ano seguinte, 2002, iniciou apresentações em Praia, capital de Cabo Verde, e em Mindelo. Nesse período, deu início a apresentações internacionais, passando a cantar em Lisboa e em Paris.
A fim de dar seguimento à carreira na música, ainda em 2002 imigrou para a França, passando a viver na cidade de Paris. Em 2005, Charles Aznavour convida-a para o seu novo álbum, num dueto em francês.
Em 2006 foi editado o disco Navega, que inclui composições de Orlando Pantera como "Lapidu Na Bô", "Dispidida", "Regasu" e "Tunuka".
Em 2008 venceu o prémio BBC Radio 3 World Music na categoria revelação.
Em 2009 lançou o álbum "Stória, stória…", álbum descrito como de uma linguagem pop mais universal, sem deixar de lado o tempero da world music. Em 2010 lançou o disco Studio 105.
Em Novembro de 2013 lança o CD Lovely Difficult. O disco foi nomeado, na França, aos prémios "Victoires de la Musique", na categoria de World Music.
Em 2016, após 14 anos vivendo na França, mudou-se para Lisboa.
Em 2018 ganhou o Prémio Femina, por mérito nas artes e letras, com destaque nas artes musicais e canto.
No ano de 2019 lançou o quinto álbum de estúdio, denominado "Manga".
Em 2021 foi considerada uma das personalidades negras mais influentes da lusofonia pela revista Bantumen, aparecendo ao lado de nomes como Grada Kilomba, Dino d'Santiago e outros, na lista Bantumen Powerlist100.
Em 2022 lançou a música "Ogum Ogum", em parceria com o rapper Criolo. Eles apresentaram juntos a canção em 3 de setembro de 2022, no Palco Sunset do Rock in Rio.
Andrade colaborou, ainda, com outros artistas brasileiros, com Lenine e Chico Buarque.

### Ativismo
Desde 2015, a Mayra Andrade tornou-se embaixadora da campanha da ONU Livres e Iguais (Free and Equal) em Cabo Verde para lançar um apelo ao respeito e aceitação da comunidade LGBT do arquipélago.

## Discografia

### Álbuns
| Ano  | Álbum             | Melhor posição | Certificação |
| Ano  | Álbum             | FRA            | Certificação |
| ---- | ----------------- | -------------- | ------------ |
| 2006 | Navega            | 124            |              |
| 2009 | Stória, stória... | 157            |              |
| 2010 | Studio 105        | —              |              |
| 2013 | Lovely Difficult  | 98             |              |
| 2019 | Manga             | 122            |              |

Colaborações
- 2006 - La MC Malcriado  ‎– “Mas Amor” [22]
- 2010 - Pedro Moutinho - “Alfama”
- 2009 - Bisso Na Bisso - “We Are Africa”
- 2010 - Trio Mocotó - “Berimbau”
- 2011 - Mart'nália - “Tchapu na bandera”
- 2012 - Kolme Trio - “Cansaço (dentro do teu espaço)”
- 2014 - Da Lata - “Unknown (Eddy & Dus Remix)”
- 2016 - Branko - “Reserva Pra Dois” [23]